# 은둔반지꼬리주머니쥐
은둔반지꼬리주머니쥐(Pseudochirops coronatus)는 반지꼬리주머니쥐과에 속하는 유대류의 일종이다. 인도네시아 서파푸아의 도베라이반도 아르팍산맥에서 발견된다.